# NGC 2065
NGC 2065 (również ESO 57-SC2) – gromada otwarta, znajdująca się w gwiazdozbiorze Góry Stołowej. Należy do Wielkiego Obłoku Magellana. Odkrył ją James Dunlop 24 września 1826 roku, niezależnie odkrył ją John Herschel 11 listopada 1836 roku.